# 石上英一
石上 英一（いしがみ えいいち、1946年10月 - ）は、日本古代史学者、東京大学名誉教授。

## 略歴
埼玉県生まれ。1965年 東京教育大学附属高等学校（現・筑波大学附属高等学校）卒業、1970年 東京大学文学部国史学科卒業、1974年 同大学院博士課程中退、1975年史料編纂所助手、1985年助教授、1992年教授。1999年-2001年所長、2003-05年再度所長、2008年 情報学環教授、2010年 定年退職、名誉教授。
1998年 「日本古代史科学」で東大文学博士、『古代荘園史料の基礎的研究』で角川源義賞受賞。2008年 人間文化研究機構非常勤理事、朝日新聞書評委員、2010年 人間文化研究機構非常勤理事再任。

## 著書
- 『律令国家と社会構造』名著刊行会 1996
- 『日本古代史料学』東京大学出版会 1997
- 『古代荘園史料の基礎的研究』塙書房 1997

### 共編
- 『古代の日本 第10巻 古代資料研究の方法』木下正史共編 角川書店 1993
- 『古代文書論 正倉院文書と木簡・漆紙文書』加藤友康、山口英男共編 東京大学出版会 1999
- 『岩波日本史辞典』永原慶二監修　工楽善通、高埜利彦、五味文彦、加藤哲郎、西成田豊、藤井譲治、由井正臣、和田晴吾共編 岩波書店 1999
- 『歴史と素材 日本の時代史』吉川弘文館 2004
- 『正倉院文書論集』西洋子共編 青史出版 2005
- 『奄美諸島編年史料 古琉球期編上』編　吉川弘文館　2014
- 『奄美諸島編年史料 古琉球期編下』編　吉川弘文館　2018